# Der feindliche Gast
Der feindliche Gast ist ein US-amerikanischer Stummfilm aus dem Jahre 1923 von John Ford, mit dem dieser schlagartig bekannt wurde. Den Titelhelden Cameo Kirby (auch Originaltitel) verkörperte John Gilbert, die 23-jährige Jean Arthur gab hier ihr Filmdebüt. Die Geschichte basiert auf dem Bühnenstück „Cameo Kirby“ (1909) von Booth Tarkington und Harry Leon Wilson.

## Handlung
Im Südstaatengebiet der USA im frühen 19. Jahrhundert. Der US-Amerikaner Jack „Cameo“ Kirby liebt das Glücksspiel. Eines Tages nimmt er an einem Kartenspiel teil, bei dem Colonel Randall, ein Plantagenbesitzer, und der schurkische Colonel John Moreau, der offensichtlich mit nicht ganz legalen Tricks zu arbeiten scheint, seine Mitspieler sind. Obwohl Kirby letztendlich gewinnt, nimmt Moreau Randall seinen gesamten Einsatz ab. Kirby, der den aufrichtigen Randall schätzt, plant, im nächsten Spiel Randalls Einsatz zurückzugewinnen, um es dem Ehrenmann zurückgeben. Doch ehe es dazu kommen kann, erschießt sich der verzweifelte Randall selbst.
Ausgerechnet Moreau macht Kirby für den Tod des dritten Mannes am Spieltisch verantwortlich, mit der Behauptung, er, Kirby, hätte falsch gespielt, und schießt auf ihn ohne Vorwarnung. Nach seiner Genesung nimmt sich Cameo vor, dem Schurken das Handwerk zu legen und fordert Jack Moreau zum Duell. Dabei tötet er den Colonel. Kirby flieht in das Landhaus Randalls, wo ihn die Verwandten des toten Randall suchen, im Glauben, Kirby hätte Randall kaltblütig erschossen. Kirby kann den Randall-Verwandten Tom und Aaron die wahren Zusammenhänge erklären. Als alle Zweifel beseitigt sind, kann Cameo endlich Randalls Schwester Adele heiraten, die er schon seit geraumer Zeit liebt.

## Produktionsnotizen
Der feindliche Gast wurde am 21. Oktober 1923 uraufgeführt, in Österreich konnte man diesen frühen John-Ford-Film 1925 sehen. Für eine deutsche Premiere gibt es derzeit keine Anhaltspunkte.
Cameo Kirby war der erste Film, den der irische Regisseur unter dem Signum „John Ford“ drehte. Alle vorhergehenden Filme inszenierte er als „Jack Ford“.
Einer der Höhepunkte des Streifens ist ein Wettrennen von vier Schaufelraddampfern auf dem Mississippi.
Der Film ist bis heute erhalten, Kopien liegen in Los Angeles und Lissabon vor.

## Kritik
“Das pittoreske Milieu macht den Film sehenswert”, schrieb das Kino-Journal im Jahr 1925.

## Weitere Adaptionen
Cameo Kirby war seit dem frühen Stummfilm ein beliebter Leinwandstoff. 1914 wurde die Geschichte von Oscar Apfel mit Dustin Farnum in der Hauptrolle erstmals verfilmt, 1929 folgte eine frühe Tonfilmversion von Irving Cummings, die im Januar 1930 in den US-Kinos anlief.